# ناحیه الیگانی، شهرستان ونانگو، پنسیلوانیا
شهرستان الیگانی، بخش ونانگو، پنسیلوانیا (به انگلیسی: Allegheny Township, Venango County, Pennsylvania) یک منطقهٔ مسکونی در ایالات متحده آمریکا است که در پنسیلوانیا واقع شده‌است.

## خصوصیات
شهرستان الیگانی ۶۴٫۶ کیلومترمربع مساحت و ۲۸۱ نفر جمعیت دارد.